# Fabijan Pavao Medvešek
Fabijan Pavao Medvešek (Zagreb, 30. prosinca 1992.) je hrvatski kazališni, filmski i televizijski glumac i pjevač.
Sin je poznatog hrvatskog glumca i redatelja Renea Medvešeka te nastavnice likovne kulture Milene Matijević Medvešek. Završio je Akademiju dramskih umjetnosti Sveučilišta u Zagrebu. Član je ansambla zagrebačkog gradskog kazališta Komedija.
Iako je ostvario nekoliko značajnijih uloga u kazalištu i ne televiziji, u javnosti je postao prepoznatljiv ulogom svećenika Bože u televizijskoj seriji “Na granici” te ulogom policajca Branka Tabaka u seriji "Dar Mar"
Pobijedio je u 6. sezoni emisije Tvoje lice zvuči poznato. Od 2022. godine je član žirija u Supertalentu.

## Filmografija
- Kumovi kao Tomislav "Tommy" Cukela (2024. – danas)
- Mrkomir Prvi kao zapisničar (2023.)
- Dar mar kao Branko Tabak (2020.)
- Na granici kao Božo Gnječ/Don Božo Dobroslavić (2018.)
- Čuvar dvorca kao milicioner (2017.)
- Crno-bijeli svijet kao dežurni na kapiji (2016.)
- Nemoj nikome reći kao Petar (2015.)
- Kroz prozor kao Mario (2013.)

## Sinkronizacija
- Super Mario Bros. Film kao Bowser (2023.)
- Trolovi: Svjetska turneja kao Granko (2020.)
- Aladin kao Aladin (2019.)
- Soy Luna kao Nicolas "Nico" Navarro (2018.)
- Coco i velika tajna kao Hektor (2017.)
- Violetta kao Maximilano "Maxi" Ponte (3. sezona) (2017.)
- Auti 3 kao Rudi "Pista" Fergazer (2017.)
- Neparožderi kao Čakija Dralon (2017.)
- Merida hrabra (2012.)
- Talking Tom i prijatelji kao mačak Tom

## Vanjske poveznice
- Fabijan Pavao Medvešek na internetskoj bazi filmova IMDb-a
- Fabijan Pavao Medvešek u internetskoj bazi hrvatskih sinkronizacija